# Телофаза

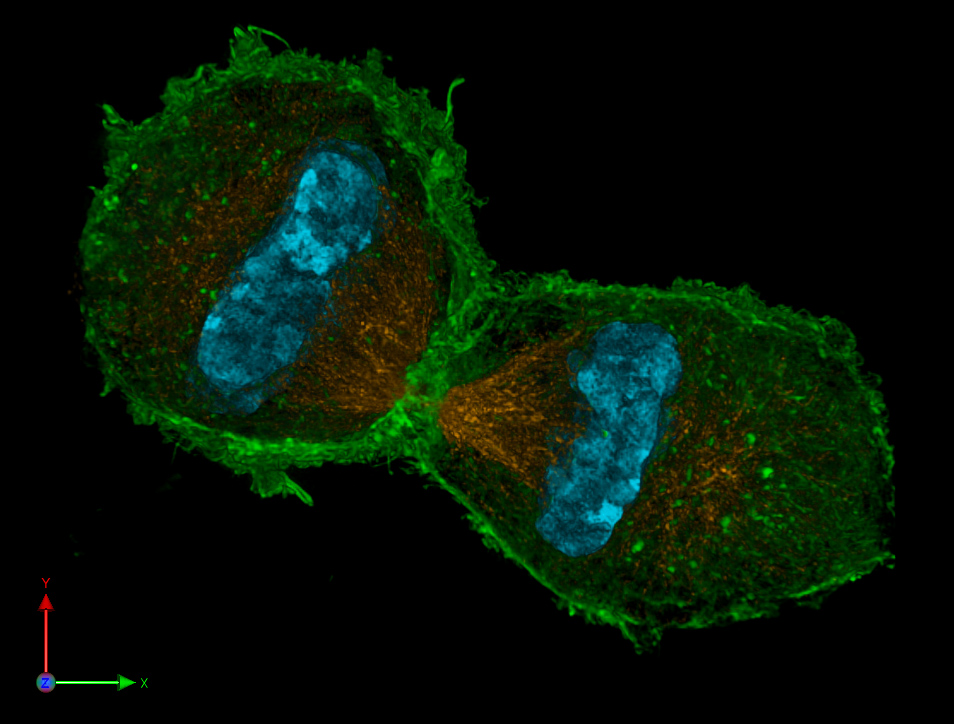
Зображення телофази клітин миші. Зображені веретено поділу (помаранчевий, мічення антитілами до тубуліну), актиновий цитоскелет (зелений, мічення фалоїдином) та хроматин (фарбування DAPI, синій)

Телофаза — заключна стадія мітозу клітинного циклу так і мейозу. Мейоз має дві телофази: Телофаза I та Телофаза II. 
Під час телофази хромосоми вже закінчили свій рух до полюсів клітини і навколо них формується ядерна оболонка дочірніх клітин. З телофазою одночасно проходить цитокінез: поділ клітинної цитоплазми на дві дочірні клітини
Починаючи зі стадії телофази відновлюється активність РНК-полімераз в клітині і починають експресуватися гени.

## Формування ядерної мембрани
Формування ядерної мембрани у дочірніх клітинах починає відбуватися ще на стадії пізньої анафази, в той час як хроматин найбільш сильно скомпактизований та щільний. Це допомагає включити всі хромосоми, тоді як запобігти включенню зайвого матеріалу в межах ядра Ядерна мембрана формується з мембрани ендоплазматичного ретикулуму — цей процес є оберненим до профази, коли ядерна мембрана розформовується та стає частиною ендоплазматичного ретикулуму. Проте яким чином відбувається це формування і як компоненти комплексу ядерних пор вбудовуються в новосформовану ядерну мембану на 2017 рік ще не до кінця з'ясований, проте існує певна регуляція вбудовування ядерної пори в мембрану для уникнення формування глухо закритого ядра.
Під час формування ядерної мембрани мікротрубочки веретена поділу продовжують бути з'єднаними з хромосомами, які до кінця телофази руйнуються в місцях формування ядерної мембрани.